# HMS Audacious (1785)
HMS Audacious (Корабль Его Величества «Одейшес», от англ. audacious — «смелый») — 74-пушечный линейный корабль третьего ранга. Первый корабль Королевского флота, названный Audacious. Шестой линейный корабль типа
Arrogant. Заложен в августе 1783 года. Спущен на воду 23 июля 1785 года на частной верфи Рэндалла в
Ротерхите. Относился к так называемым «обычным 74-пушечным кораблям», нёс на
верхней орудийной палубе 18-фунтовые пушки. Принял участие во многих морских сражениях периода Французских революционных и Наполеоновских войн, в том числе в Битве на Ниле, Сражении в заливе Альхесирас и Гибралтарском ночном сражении.

## Служба
25 мая 1794 года Audacious и фрегат Niger были посланы в погоню за неизвестными судами, которыми, как потом оказалось, были французские 20-пушечный корвет Republicaine и 16-пушечный бриг Inconnue. Оба судна были захвачены и затем сожжены.
8 июля 1795 года Audacious вместе с флотом Канала стал на якоре в заливе Сан-Фьоренцо. Когда были получены сведения, что
французский флот находится неподалеку, британцы бросились в погоню. Противник был обнаружен 13 июля, был отдан приказ для
общей погони, но бой закончился с неопределенным результатом, французы потеряли только один 74-пушечный корабль. В результате на адмирала Уильяма Хотэма обрушилась волна критики и, возможно, именно поэтому 1 ноября 1795 он был смещен со своего поста.
1 августа 1798 года Audacious, под командованием капитана Дэвиджа Гулда, принял участие в Битве на Ниле. Он одним из первых атаковал французский авангард и при поддержке Goliath вступил в бой с французским 74-пушечным кораблем Conquérant. Противник не мог долго противостоять объединенному огню двух кораблей и через четверть часа спустил флаг. Приз был захвачен абордажной командой с Audacious. При этом Audacious понес очень небольшие потери — лишь один человек погиб и 35 было ранено (на борту его противника было 350 человек убитых и раненых).
В 1799—1800 годах Audacious входил в состав эскадры лорда Кейта, блокирующей Мальту. 18 февраля 1800 года Audacious совместно с 80-пушечным Foudroyant, 74-пушечными Alexander и Northumberland и 32-пушечным фрегатом Success перехватили небольшую французскую эскадру контр-адмирала Жана Батиста Перре, состоявшую из 78-пушечного линейного корабля Généreux, 3 корветов: Badine, Sans-Pareille и Fauvelle, и фрегата Ville-de-Marseille, переоборудованного для перевозки войск. Сначала Alexander захватил Ville-de-Marseille, а затем, после непродолжительного боя, сдался и Généreux (в сражении он потерял лишь одного человека — контр-адмирала Перре, которому ядро оторвало ногу и он скончался в тот же вечер). Корветам удалось ускользнуть и вернуться в Тулон.
6 июля 1801 года Audacious, под командованием капитана Шулдхама Пеарда, вместе с ещё 5 линейными кораблями атаковал на Альхесирасском рейде французскую эскадру под командованием контр-адмирала Линуа. Хотя англичане нанесли серьезные повреждения всем трем французским линейным кораблям, ни один из них не был захвачен, и англичане вынуждены были отступить, оставив севший на мель Hannibal на произвол судьбы. В 2 часа дня Hannibal сдался. В сражении Audacious был серьезно поврежден и потерял 8 человек убитыми и 32 ранеными.
Потерпев поражение на рейде города Альхесирас, Сумарес ночью с 12 на 13 июля 1801 года вновь атаковал эскадру контр-адмирала Линуа, которая к тому времени соединилась с испанской эскадрой из пяти линейных кораблей, под командованием вице-адмирала Хуана де Морено. На этот раз удача оказалась на стороне англичан: в результате сражения был захвачен один французский корабль, а 2 испанских 112-пушечных корабля, приняв в темноте друг друга за неприятеля, свалились и вместе взлетели на воздух. Адмирал Линуа, прекрасно проведший Альхесираский бой, теперь не мог предотвратить овладевшего союзным флотом замешательства, так как по настоянию главнокомандующего, адмирала Морено, находился на испанском корабле. Audacious находился в арьергарде британской эскадры и не принимал активного участия в битве.
Audacious оставался на службе до 1812 года, когда он был выведен из эксплуатации в Чатеме и отправлен в резерв. В 1815 году корабль был отправлен на слом и разобран.